# Jack Shea
John Amos Shea, més conegut com a Jack Shea, (Lake Placid, Estats Units 1910 - íd. 2002) fou un patinador de velocitat nord-americà, el primer d'aquesta nacionalitat a aconseguir dues medalles d'or en uns mateixos Jocs.

## Biografia
Va néixer el 7 de setembre de 1910 a la ciutat de Lake Placid, població situada a l'estat de Nova York. Fou pare de Jim Shea, que competí en els Jocs Olímpics d'Hivern de 1964 i 1968 en la disciplina d'esquí de fons i avi de Jim Shea, guanyador de la medalla d'or en skeleton als Jocs Olímpics d'Hivern de 2002.
Va morir a la seva ciutat natal el 22 de gener de 2002 a conseqüència d'un accident de cotxe.

## Carrera esportiva
En els Jocs Olímpics d'Hivern de 1932 realitzats a la seva ciutat natal Shea fou l'escollit per realitzar el Jurament Olímpic i competí, així mateix, en les proves de patinatge de velocitat sobre gel en les distàncies de 500 i 1.500 metres, aconseguint en ambdues proves la medalla d'or. D'aquesta manera es convertí en el primer esportista nord-americà en aconseguir dues medalles olímpiques d'or en uns mateixos Jocs.
En els Jocs Olímpics d'Hivern de 1936 realitzats a Garmisch-Partenkirchen refusà de participar-hi a petició del rabí de la seva ciutat natal.
En la realització dels Jocs Olímpics d'Hivern de 1980 a Lake Placid Shea tingué un paper molt important com a vicepresident de l'Autoritat Regional de Desenvolupament Olímpic.